# Ernesto Agazzi
Ernesto Agazzi Sarasola (Montevideo, 4 de septiembre de 1942) alias el Flaco, es un ingeniero agrónomo y político uruguayo, perteneciente al Movimiento de Liberación Nacional - Tupamaros (MLN-T), Movimiento de Participación Popular (MPP), Frente Amplio. Fue Ministro de Ganadería y senador de la República.

## Actividades públicas y privadas
Militante del MLN Tupamaros, Agazzi fue encarcelado hasta 1978 en el departamento de Paysandú. Al ser liberado, se retira en calidad de exiliado político a Francia donde pudo continuar sus estudios para poder recibirse de Ingeniero agrónomo. Finalmente, con el restablecimiento de la democracia en el país, Agazzi regresa al mismo, en 1984.
Ejerció la docencia en la Facultad de Agronomía, de la Universidad de la República y además fue miembro del Consejo Directivo Central de dicha Universidad.
El 15 de febrero de 2000, Agazzi asumió como diputado por el departamento de Canelones por el Movimiento de Participación Popular, lista 609, liderada por José Mujica, del Frente Amplio. Cinco años más tarde, asume como senador de la República por el mismo sector político, cargo que debió abandonar el 1 de marzo del 2005, cuando el presidente Tabaré Vázquez lo designó Subsecretario de Ganadería junto con el entonces Ministro José Mujica.
El 11 de febrero de 2008, el presidente Vázquez anunció el relevo de Mujica en el Ministerio, por su Subsecretario, Agazzi. 
Es entonces que el 3 de marzo del 2008 Ernesto Agazzi asumió la titularidad del Ministerio de Ganadería, cargo que abandonó el 5 de octubre de 2009 para dedicarse plenamente a la campaña política. Su puesto fue ocupado por quien hasta entonces era Subsecretario, Andrés Berterreche.
En las elecciones presidenciales y legislativas de octubre de 2009 fue reelecto senador de la República, asumiendo la banca el 15 de febrero de 2010 y desempeñándose hasta el final de la legislatura, el 14 de febrero de 2015.
El domingo 27 de mayo de 2012, por primera vez en su historia, el Frente Amplio celebró elecciones abiertas para elegir a sus máximas autoridades; Agazzi compitió por la presidencia con Enrique Rubio, Mónica Xavier y Juan Castillo, resultando electa Mónica Xavier.
En las elecciones nacionales del 26 de octubre de 2014 fue reelecto nuevamente como senador de la República por el Espacio 609 del Frente Amplio, para integrar la legislatura 2015-2020.
En noviembre de 2015, Agazzi ejerció durante 3 días, el cargo de Presidente de la República. Agazzi ocupa su banca tras haber sido el tercer senador más votado en los últimos comicios y se hizo cargo de la Presidencia de Uruguay ante las ausencias de Vázquez, de Sendic y de la senadora Lucía Topolansky, quien es la segunda con más respaldo electoral en la cámara alta.
El senador más votado es José Mujica, pero al haber ejercido la Presidencia de Uruguay en el período inmediato pasado 2010-2015 está inhibido de ocupar ese cargo y también el de vicepresidente durante este período quinquenal en curso.

## Actualidad
En diciembre de 2016, Ernesto Agazzi renunció a su banca, alegando motivos de edad y, en sus propias palabras, para dejar su lugar a generaciones más jóvenes, actitud que mereció un amplio reconocimiento por parte de legisladores colegas.